# Астапова, Евдокия Семёновна
Евдоки́я Семёновна Аста́пова (25 февраля 1917, Большой Самовец, Воронежская губерния — 16 января 2003, Эртиль, Воронежская область) — звеньевая свеклосовхоза «Михайловский», Герой Социалистического Труда.

## Биография
Родилась 12 февраля 1917 года в селе Большой Самовец (ныне — Эртильского района Воронежской области). Русская.
В 1935—1969 годах работала в свеклосовхозе «Михайловский» Панинского района колхозницей, затем звеньевой.
За получение высокого урожая пшеницы на площади 11 га Астаповой Евдокии Семёновне Указом Президиума Верховного Совета СССР от 18 мая 1948 года присвоено звание Героя Социалистического Труда с вручением ордена Ленина и золотой медали «Серп и Молот».
В последнее время проживала в городе Эртиль Воронежской области. Умерла 16 января 2003 года. Похоронена в родном селе.
Награждена орденом Ленина, медалями.